# Geogemma barossii
A Geogemma barossii (121-es törzs) egy Archaea faj a Geogemma nemben. Az archeák – ősbaktériumok – egysejtű, sejtmag nélküli prokarióta szervezetek. Először egy hidrotermális kürtőben fedezték fel, hipertermofil képes túlélni és szaporodni 121 °C-nál innen az egyik neve. Felfedezése időpontjában az egyetlen ismert életforma volt ami el tudott viselni olyan magas hőmérsékletet. 130 °C biosztatikus ami azt jelenti hogy bár a növekedés megáll életképes marad.
Képessége hogy 121 °C-nál növekszik jelentős, mert orvosi berendezések ki vannak téve ennek a hőmérsékletnek a sterilizáció miatt egy autoklávban. A 2003-as felfedezése előtt egy 15 perces exponálás autokláv hőmérsékleten úgy hitték hogy megöl minden élő szervezetet. Ugyanakkor nem fertőző mert nem tud nőni 37 °C hőmérséklethez közel. Metabolizál vas-oxid redukciója által.